# National Rugby League 1982
La New South Wales Rugby Football League de 1982 fue la 75.ª edición del torneo de rugby league más importante de Australia.

## Formato
Los clubes se enfrentaron en una fase regular de todos contra todos, los cinco equipos mejor ubicados al terminar esta fase clasificaron a la postemporada.
Se otorgaron 2 puntos por el triunfo, 1 por el empate y ninguno por la derrota.

## Desarrollo

### Tabla de posiciones
| Pos. | Equipo                        | Encuentros | Encuentros | Encuentros | Encuentros | Tantos | Tantos | Tantos | Puntos |
| Pos. | Equipo                        | PJ         | PG         | PE         | PP         | F      | C      | Dif    | Puntos |
| ---- | ----------------------------- | ---------- | ---------- | ---------- | ---------- | ------ | ------ | ------ | ------ |
| 1    | Parramatta Eels               | 26         | 21         | 0          | 5          | 619    | 242    | +377   | 42     |
| 2    | Manly-Warringah Sea Eagles    | 26         | 17         | 0          | 9          | 530    | 411    | +119   | 34     |
| 3    | North Sydney Bears            | 26         | 16         | 1          | 9          | 399    | 360    | +39    | 33     |
| 4    | Eastern Suburbs               | 26         | 15         | 2          | 9          | 437    | 304    | +133   | 32     |
| 5    | Western Suburbs Magpies       | 26         | 16         | 0          | 10         | 412    | 349    | +63    | 32     |
| 6    | South Sydney Rabbitohs        | 26         | 14         | 1          | 11         | 395    | 400    | -5     | 29     |
| 7    | Newtown Jets                  | 26         | 13         | 2          | 11         | 406    | 309    | +97    | 28     |
| 8    | Cronulla-Sutherland Sharks    | 26         | 13         | 1          | 12         | 400    | 336    | +64    | 27     |
| 9    | Canterbury-Bankstown Bulldogs | 26         | 12         | 3          | 11         | 399    | 361    | +38    | 27     |
| 10   | St. George Dragons            | 26         | 11         | 2          | 13         | 408    | 402    | +6     | 24     |
| 11   | Balmain Tigers                | 26         | 10         | 1          | 15         | 383    | 427    | -44    | 21     |
| 12   | Penrith Panthers              | 26         | 7          | 1          | 18         | 375    | 441    | -66    | 15     |
| 13   | Illawarra Steelers            | 26         | 6          | 0          | 20         | 344    | 572    | -228   | 12     |
| 14   | Canberra Raiders              | 26         | 4          | 0          | 22         | 269    | 862    | -593   | 8      |

|  | Postemporada. |

### Postemporada

#### Finales clasificatorias
| 4 de septiembre | Eastern Suburbs | 11 - 7 | Western Suburbs Magpies |  |  |

| 5 de septiembre | Manly-Warringah Sea Eagles | 26 - 3 | North Sydney Bears |  |  |

#### Semifinales
| 11 de septiembre | North Sydney Bears | 10 - 12 | Eastern Suburbs |  |  |

| 11 de septiembre | Parramatta Eels | 0 - 20 | Manly-Warringah Sea Eagles |  |  |

#### Final preliminar
| 198 de septiembre | Parramatta Eels | 33 - 0 | Eastern Suburbs |  |  |

#### Final
| 26 de septiembre | Manly-Warringah Sea Eagles | 8 - 21 | Parramatta Eels | Sydney Cricket Ground, Sídney   |  |
|                  |                            |        |                 | Asistencia: 52.186 espectadores |  |

| Bandera de Australia    |
| Campeón Parramatta Eels |
| Segundo título          |